# Манорик Андрій Васильович
Андрі́й Васи́льович Мано́рик (1 вересня 1921, с. Вербівка, нині Оратівського району Вінницької області — †25 червня 1974, Київ) — український вчений в галузі фізіології рослин, член-кореспондент АН України.
Учасник німецько-радянської війни. У 1949 році закінчив Уманський сільськогосподарський інститут. З 1951 року працював у Інституті фізіології рослин i генетики АН УРСР. У 1956—1973 — заступник директора з наукової роботи інституту, у 1973—1974 роках директор. Академік-секретар Відділення загальної біології АН УРСР у 1974 році.

## Наукові праці
- Обогащенные компосты. К., 1961
- К. А. Тімірязєв — основоположник наукового землеробства. К., 1962
- Динаміка нагромадження органічних кислот у рослинах люпину жовтого // Доп. АН УРСР. 1972. Сер. Б, № 3 (співавт.)
- Фракционный состав белков и изоэнзимный спектр глутаматдегидрогеназы клубеньков люпина при эффективном и неэффективном симбиозе // Физиология и биохимия культур. растений. 1974. Т. 6, № 3 (співавт.)
- Інактивація гербіцидів у грунті. К., 1975 (співавт.).